# Christoph Helmut Keitel

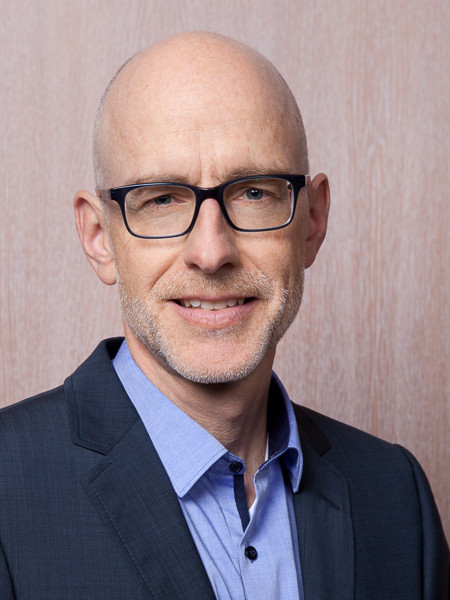
Christoph Helmut Keitel

Christoph Helmut Keitel (* 30. Juli 1965 in Lübeck) ist ein deutscher Physiker und Hochschullehrer. Er ist Direktor am Max-Planck-Institut für Kernphysik und Honorarprofessor an der Ruprecht-Karls-Universität in Heidelberg.
Christoph H. Keitel studierte Physik und Mathematik an der Leibniz Universität Hannover und Physik an der Ludwig-Maximilians-Universität München, wo er 1992 nach dem Diplom (1990) bei Georg Süßmann promoviert wurde. Nach mehrjährigen Forschungsaufenthalten an der University of New Mexico in Albuquerque und am Imperial College in London arbeitete er als Marie Curie Fellow an der Universität Innsbruck. 1998 wurde er Nachwuchsgruppenleiter eines DFG-Sonderforschungsbereichs an der Universität Freiburg, wo er sich 2000 über Atomic Systems in Intense Laser Fields habilitierte und die venia legendi erhielt.
Auf seine Lehrtätigkeit an den Universitäten Freiburg und Düsseldorf folgte 2004 die Aufnahme als wissenschaftliches Mitglied in die Max-Planck-Gesellschaft und die Berufung zum Direktor am Max-Planck-Institut für Kernphysik (MPIK) in Heidelberg, hier von 2006 bis 2008 und seit 2024 (bis 2026) als Geschäftsführender Direktor des gesamten Instituts. Er ist Gründer und Sprecher der seit 2007 bestehenden interdisziplinären International Max Planck Research School Quantum Dynamics in Physics, Chemistry and Biology am MPIK. 2005 erfolgte die Ernennung zum Honorarprofessor an der Heidelberger Ruprecht-Karls-Universität.
Keitel arbeitet schwerpunktmäßig auf dem Gebiet der theoretischen laserinduzierten Quantendynamik, der Quantenelektrodynamik sowie der Kern- und Hochenergiephysik mit extrem starken Laserfeldern. Im Bereich der Hochpräzisionsquantenelektrodynamik entwickelte sein Team auf der Suche nach neuer Physik theoretische Methoden, um gemeinsam mit experimentellen Kollegen etablierte Theorien mit bisher unerreichter Präzision zu testen. Für die Wechselwirkung zwischen Atomkernen und Röntgenlicht konnte seine Abteilung sowohl theoretisch als auch experimentell grundlegendes Verständnis der nuklearen Quantendynamik schaffen wie auch neue Anwendungen zur Kontrolle des emittierten Röntgenlichts und der Kernanregung liefern (nukleare Quantenoptik). Wegweisend sind seine Arbeiten insbesondere im Bereich der Physik mit extrem starken Laserpulsen und eröffneten neue Wege für lasergesteuerte Hochenergiephysik und Laborastrophysik.
2003 wurde Keitel mit dem Gustav-Hertz-Preis der Deutschen Physikalischen Gesellschaft ausgezeichnet und 2023 wurde ihm der Willis-E.-Lamb-Preis zugesprochen. Mitglieder seiner Gruppe haben über 20 bedeutende Auszeichnungen erhalten, darunter acht Otto-Hahn-Medaillen für herausragende Doktorarbeiten. Über 30 von ihnen sind inzwischen auf Professuren weltweit berufen worden.

## Veröffentlichungen (Auswahl)
- Z. Gong, X. Shen, K. Z. Hatsagortsyan, C. H. Keitel, Electron slingshot acceleration in relativistic preturbulent shocks explored via emitted photon polarization, Phys. Rev. Lett. 131, (2023) 225101. Eine Schleuder für Elektronen in astrophysikalischen Plasma-Stoßwellen
- T. Sailer, V. Debierre, Z. Harman, F. Heiße, C. König, J. Morgner, B. Tu, A. V. Volotka, C. H. Keitel, K. Blaum, S. Sturm, Measurement of the bound-electron g-factor difference in coupled ions, Nature 606, (2022) 479-483. Quantenelektrodynamik 100-fach genauerer getestet
- K. P. Heeg, A. Kaldun, C. Strohm, C. Ott, R. Subramanian, D. Lentrodt, J. Haber, H.-C. Wille, S. Goerttler, R. Rüffer, C. H. Keitel, R. Röhlsberger, T. Pfeifer, J. Evers, Coherent x-ray-optical control of nuclear excitons, Nature 590, (2021) 401-404. Atomkerne in der Quantenschaukel
- N. Camus, E. Yakaboylu, L. Fechner, M. Klaiber, M. Laux, Y. Mi, K. Z. Hatsagortsyan, T. Pfeifer, C. H. Keitel, R. Moshammer, Experimental evidence for quantum tunneling time, Phys. Rev. Lett. 119, (2017) 023201. Zeitmessung im Quantentunnel
- V. A. Yerokhin, E. Berseneva, Z. Harman, I. I. Tupitsyn, C. H. Keitel, g-factor of light ions for an improved determination of the fine-structure constant, Phys. Rev. Lett. 116, (2016) 100801. Neuer Weg zur Feinstrukturkonstante
- S. Sturm, F. Köhler, J. Zatorski, A. Wagner, Z. Harman, G. Werth, W. Quint, C. H. Keitel, K. Blaum, High-precision measurement of the atomic mass of the electron, Nature 506, (2014) 467-470. Das Elektron auf der Waage
- M. Klaiber, E. Yakaboylu, H. Bauke, K. Z. Hatsagortsyan, C. H. Keitel, Under-the-barrier dynamics in laser-induced relativistic tunneling, Phys. Rev. Lett. 110, (2013) 153004. Tunneln nahe der Lichtgeschwindigkeit
- A. Di Piazza, C. Müller, K. Z. Hatsagortsyan, C. H. Keitel, Extremely high-intensity laser interactions with fundamental quantum systems, Rev. Mod. Phys. 84, (2012) 1177–1228.
- B. King, A. Di Piazza, C. H. Keitel, A matterless double slit, Nature Photonics 4, (2010) 92-94. Licht streut Licht
- H. Hu, C. Müller, C. H. Keitel, Complete QED Theory of Multiphoton Trident Pair Production in Strong Laser Fields, Phys. Rev. Lett. 105, (2010) 080401.
- T. Bürvenich, J. Evers, C. H. Keitel, Nuclear Quantum Optics with X-Ray Laser Pulses, Phys. Rev. Lett. 96, (2006) 142501.
- M. Fischer, N. Kolachevsky, M. Zimmermann, R. Holzwarth, T. Udem, T. W. Hänsch, M. Abgrall, J. Gruenert, I. Maksimovic, S. Bize, H. Marion, F. Pereira Dos Santos, P. Lemonde, G. Santarelli, P. Laurent, A. Clairon, C. Salomon, M. Haas, U. D. Jentschura, C. H. Keitel, New Limits on the Drift of Fundamental Constants from Laboratory Measurements, Phys. Rev. Lett. 92, (2004) 230802.
- C. H. Keitel, Narrowing Spontaneous Emission without Intensity Reduction, Phys. Rev. Lett. 83, (1999) 1307–1310.